# CSS Florida (croiseur)
Le CSS Florida  est un navire de guerre qui appartint à la Confederate States Navy (Marine de Guerre des États Confédérés d'Amérique) lancé le 17 août 1862 et qui combattit lors de la guerre de Sécession. Capturé par l'Union, il coule le 28 novembre 1864.